# Zisterzienserinnenkloster Montfaucon
Das Zisterzienserinnenkloster Montfaucon war von 1638 bis 1791 ein Kloster der Zisterzienserinnen in Montfaucon-en-Velay, Département Haute-Loire, in Frankreich.

## Geschichte
Geneviève de Bronac, Nonne der Zisterzienserinnenabtei Clavas, im Zusammenwirken mit Lucrèce de Fay de Gerlande, Nonne der Zisterzienserinnenabtei Saint-Just, gründete, auf der Basis von Stiftungen ihres Schwagers Johann III. von Bronac, 1638 in Montfaucon das Nonnenkloster Sainte-Croix („Heiligenkreuz“). 1755 kostete ein Brand mehrere Nonnen das Leben. Als das Kloster 1791 durch die Französische Revolution geschlossen wurde, beherbergte es nur mehr 10 Nonnen. Heute noch erhaltene Gebäude sind in Privatbesitz.

### Handbuchliteratur
- Laurent Henri Cottineau: Répertoire topo-bibliographique des abbayes et prieurés. Bd. 2. Protat, Mâcon 1939–1970. Nachdruck: Brepols, Turnhout 1995. Spalte 1945.
- Bernard Peugniez: Le Guide Routier de l’Europe Cistercienne. Editions du Signe, Straßburg 2012, S. 53.
- Gereon Christoph Maria Becking: Zisterzienserklöster in Europa. Kartensammlung. Lukas Verlag Berlin 2000, ISBN 3-931836-44-4, Blatt 73 B.